# San Rafael Lejía
San Rafael Lejía är en ort i Mexiko.   Den ligger i kommunen Tacámbaro och delstaten Michoacán de Ocampo, i den södra delen av landet, 250 km väster om huvudstaden Mexico City. San Rafael Lejía ligger 1 780 meter över havet och antalet invånare är 276.
Terrängen runt San Rafael Lejía är lite bergig. Runt San Rafael Lejía är det ganska tätbefolkat, med 80 invånare per kvadratkilometer. Närmaste större samhälle är Tacámbaro de Codallos, 4,5 km öster om San Rafael Lejía. I omgivningarna runt San Rafael Lejía växer huvudsakligen savannskog.